# Phymasterna affinis
Phymasterna affinis là một loài bọ cánh cứng trong họ Cerambycidae.